# René Grousset
René Grousset (5. září 1885 Aubais, Gard – 12. září 1952 Paříž) byl francouzský historik a orientalista.
Byl synem spisovatele Louise-Xaviera-Reného Grousseta. Vystudoval historii na Université de Montpellier a pracoval pro Administration des Beaux-Arts. Za první světové války sloužil u pěchoty, byl raněn a obdržel Croix de guerre. V dvacátých letech se stal pedagogem na Institut national des langues et civilisations orientales a École du Louvre. Byl ředitelem Musée Cernuschi a Musée Guimet a šéfredaktorem odborného časopisu Journal asiatique, v roce 1935 se stal laureátem Grand prix Gobert. Za vichistického režimu byl zbaven veřejných funkcí a mohl se věnovat pouze psaní. V roce 1946 obsadil po André Bellessortovi 36. křeslo ve Francouzské akademii. 
Ve své badatelské činnosti se zaměřil se historii Asie, jeho nejznámějšími díly jsou Histoire des Croisades et du Royaume Franc de Jérusalem, L’Empire des steppes a Histoire de l’Arménie des origines à 1071. Spolu s Émilem-Guillaumem Léonardem vytvořil svazek o historii pro Gallimardovu edici Encyclopédie de la Pléiade. Groussetovy práce byly současníky oceňovány pro bohatou faktografii i přístupný styl. Později se však objevili i odpůrci jako Hans Eberhard Mayer, který v Groussetově relativně pozitivním hodnocení křížových výprav viděl snahu o ospravedlnění moderního francouzského kolonialismu.